# The Rainmaker (película de 1982)
The Rainmaker es una película del género drama de 1982, dirigida por John Frankenheimer, escrita por N. Richard Nash, la musicalización estuvo a cargo de Fred Hellerman, en producción Marica Govons y los protagonistas son Lonny Chapman, James Cromwell y Tommy Lee Jones, entre otros. El filme se estrenó el 23 de octubre de 1982.

## Sinopsis
Starbuck es un hacedor de lluvia viajero, arriba al sitio de Curry, castigado por la falta de precipitaciones, prometiendo lluvia para la hacienda y capaz un amorío para la hermana soltera, Lizzie.